# Kalkini
Kalkini är ett underdistrikt i Bangladesh. Det ligger i den centrala delen av landet, 70 km söder om huvudstaden Dhaka.
Trakten runt Kalkini består till största delen av jordbruksmark. Runt Kalkini är det mycket tätbefolkat, med 1 177 invånare per kvadratkilometer.